# Cambio al calendario gregoriano

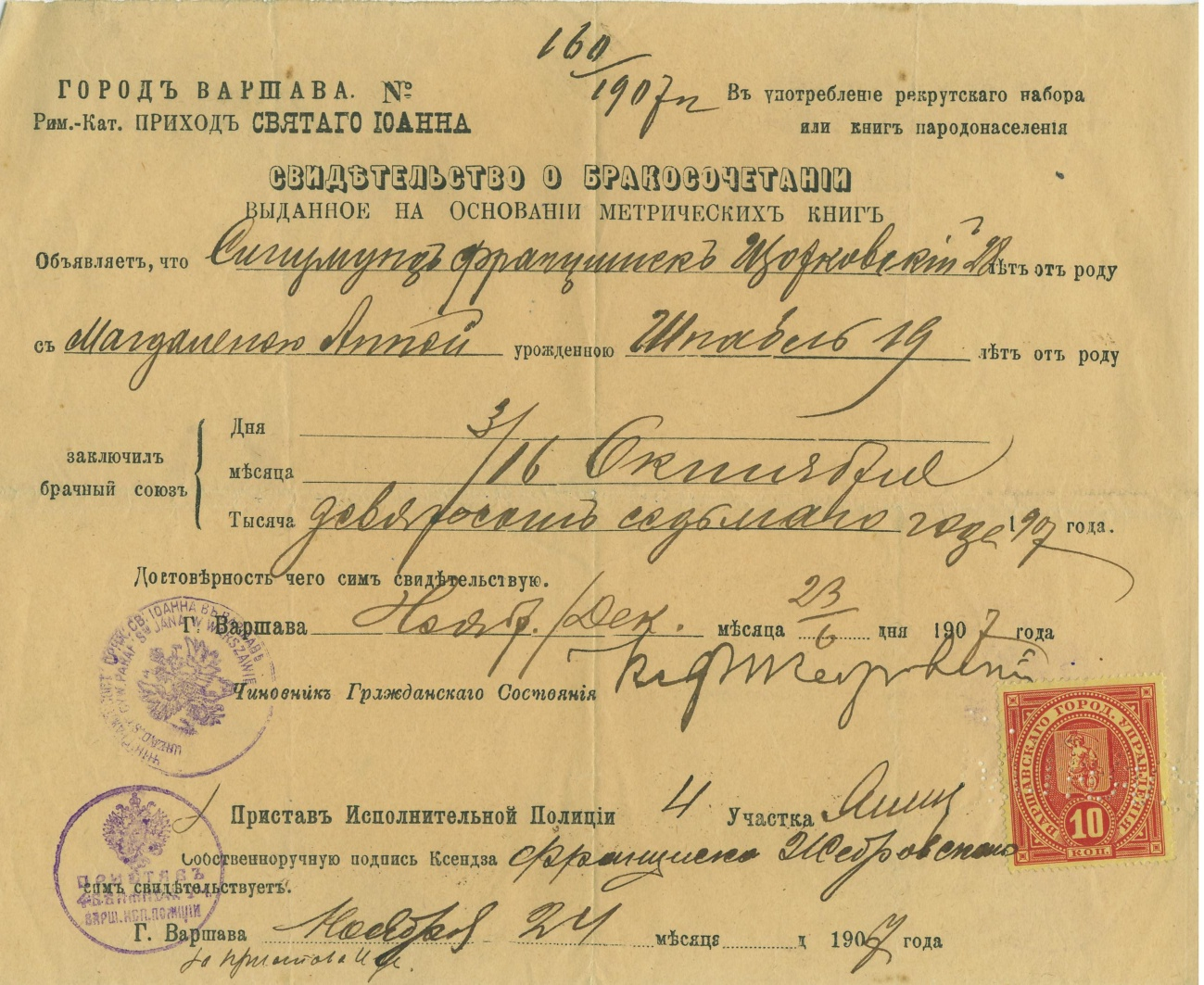
Certificado de boda emitido en idioma ruso en Polonia, que entonces formaba parte del Imperio ruso, datado en 1907: presenta fechas en ambos calendarios, antiguo (23 de noviembre) y moderno (6 de diciembre).

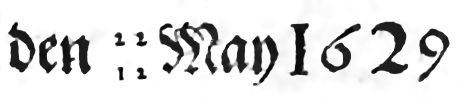
Doble datación. Fragmento de la portada de una impresión del Tratado de Lübeck (1629), con el día gregoriano (22) directamente sobre el juliano (12), ambos junto al nombre del mes de mayo. El tratado fue firmado entre las partes católica, que había adoptado el calendario gregoriano, y los partidos protestantes, que no lo habían hecho.

Se denomina calendario gregoriano al calendario promulgado por el papa Gregorio XIII en 1582 y adoptado inmediatamente por los estados católicos europeos: los territorios gobernados por el rey Felipe II (auténtico impulsor de este calendario), por lo que fue en España (y sus posesiones: los principados italianos y Portugal) donde primeramente se implantó este calendario, nacido en la universidad española de Salamanca. Un poco más tarde serían Francia, Polonia y los principados católicos del Sacro Imperio Romano Germánico. A lo largo de los siguientes siglos fue siendo aceptado por el resto de los países occidentales y, en el siglo XX, por todos los países del mundo.
El cambio del calendario juliano o antiguo al calendario gregoriano o moderno no tuvo lugar a la vez en todo el mundo, lo que causa una cierta confusión en la armonización de fechas y en el datado de eventos entre los siglos XVI y XX.

## Estilos de datación: "OS", "NS"; y "st.v.", "st.n."

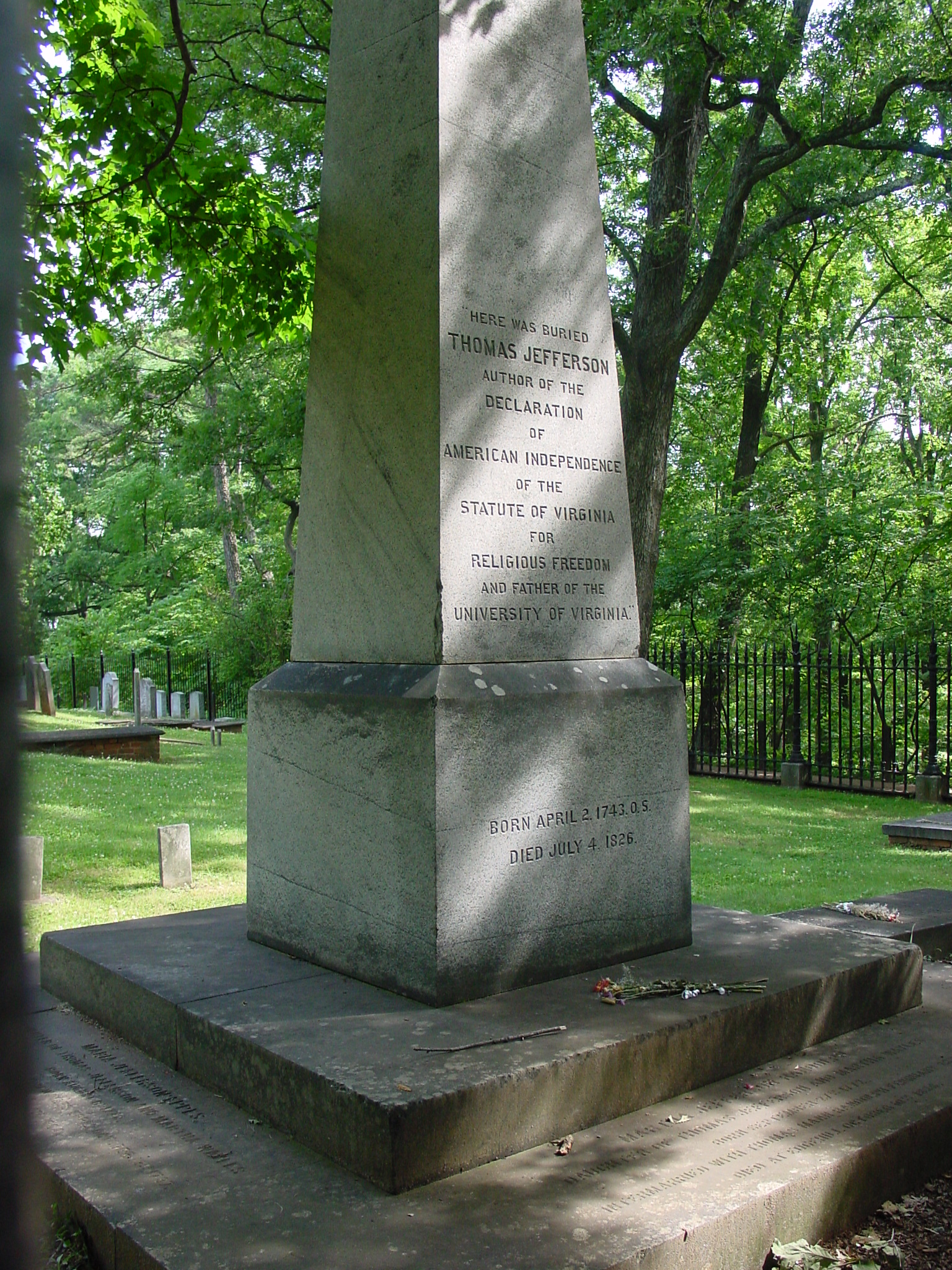
Tumba de Thomas Jefferson. Sobre el epitafio puede leerse "BORN APRIL 2 1743 O.S. DIED JULY 4 1826"

Una vez que se empezó a introducir el calendario gregoriano, hasta su generalización hubo un largo período en el que coexistieron en muchas zonas del mundo el calendario juliano y el gregoriano, circunstancia que obligó a distinguir los dos sistemas de datación en todo tipo de documentos para evitar errores de interpretación. Concretamente, en el ámbito anglosajón se distingue explícitamente entre dos sistemas de datación (añadiendo habitualmente a las fechas las siglas OS y NS ), denominados Old Style (OS; Viejo estilo para las fechas del calendario juliano) y New Style (NS; Nuevo Estilo  para las fechas del calendario gregoriano). El uso de estas siglas está muy relacionado con el datado doble, que puede utilizar en su caso dos años consecutivos (a causa de las diferencias en la fecha de inicio del año), e incluir tanto la fecha del calendario juliano como la del gregoriano.
A partir de 1582, el calendario gregoriano reemplazó al juliano en los países católicos. Este cambio también se llevó a cabo en los países protestantes y ortodoxos algún tiempo después. En Inglaterra, Gales, Irlanda, y las colonias británicas, el cambio del inicio del año y el cambio del calendario juliano se produjeron en 1752 bajo el Calendar (New Style) Act 1750. En Escocia, el principio legal del año ya había sido trasladado al 1 de enero (en 1600), pero Escocia no comenzó a usar el calendario gregoriano hasta 1752. Muchas culturas y países que ahora utilizan el calendario gregoriano tienen diferentes estilos antiguos de datación, dependiendo del tipo de calendario que utilizaran antes del cambio.
OS y NS (utilizados en los países anglosajones), tienen los correspondientes equivalentes latinos que son stili veteris (genitivo) o stilo vetere (ablativo), abreviados st.v. y que significan respectivamente «(de) estilo antiguo» y «(en) estilo antiguo», y en consecuencia stili novi o stilo novo, abreviado st.n. y significan «(de / en) el nuevo estilo», y se emplean en muchos idiomas. Las abreviaturas latinas se pueden escribir en mayúsculas de manera diferente por distintos usuarios, por ejemplo, St. n. o St.N. de stili novi. Hay equivalentes para estos términos en otros idiomas, como la alemana a.St. ("Alten Stils" para el estilo antiguo).

## El ajuste del calendario gregoriano
En 1582, el papa Gregorio XIII, aconsejado por los astrónomos, decretó por la bula Inter gravissimas para compensar la diferencia acumulada a lo largo de los siglos entre el calendario juliano y las efemérides astronómicas, que estaba causando un cálculo erróneo de la fecha de Pascua. El calendario juliano se había basado en un año que duraba 365,25 días pero esto era un poco largo, en realidad son unos 365,2422 días, y así a lo largo de los siglos, el calendario se había desviado cada vez más de la alineación con la órbita de la Tierra. Según los asesores científicos de Gregorio, el calendario había adquirido diez días bisiestos de exceso desde el Primer Concilio de Nicea (que estableció la regla para fechar la Pascua en el año 325 d. C.). En consecuencia, dictaminó, la numeración de los días debe saltar en diez, para restablecer el status quo ante. Así por ejemplo, cuando los países católicos de Europa adoptaron el nuevo calendario, el día siguiente al jueves 4 de octubre de 1582 fue el viernes 15 de octubre de 1582. Los países que no lo cambiaron hasta el siglo XVIII ya habían observado un año bisiesto adicional (1700), lo que hizo necesario eliminar once días del cómputo. Algunos países no lo cambiaron hasta el siglo XIX o XX, lo que hizo necesario eliminar uno o dos días más.

### Introducción de la discontinuidad

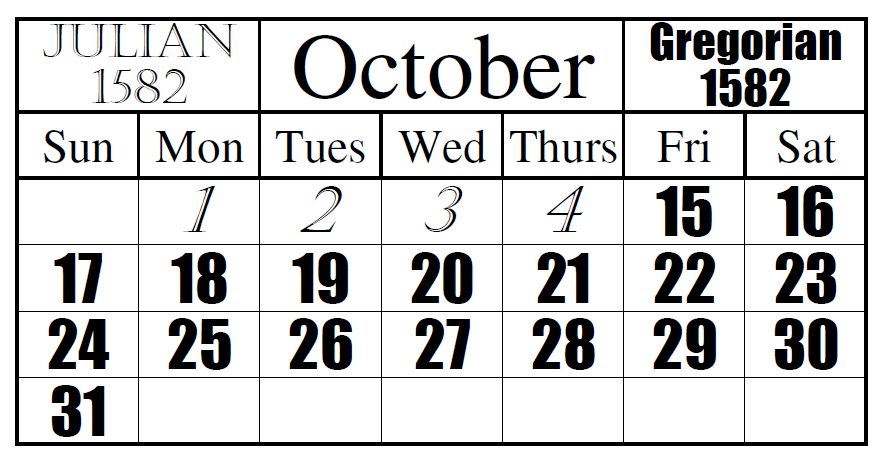
Ejemplo visual del cambio de fecha oficial del calendario juliano al gregoriano

Aprobado por el papa Gregorio XIII y adoptado por los estados católicos, el calendario gregoriano fue inmediatamente adoptado en España, estados de la península itálica (actual Italia), Portugal y Polonia. En Francia, Enrique III decretó el ajuste de los días en diciembre.
En Reino de Gran Bretaña y los países protestantes sólo adoptaron el nuevo calendario en el siglo XVIII, prefiriendo, según el astrónomo Johannes Kepler, «estar en desacuerdo con el Sol a estar en consonancia con el papa». La adopción del calendario en el Reino de Gran Bretaña y sus colonias en 1752 fue un pretexto para protestas y motines porque muchos pretendían recibir su salario mensual en vez de la correcta proporción de 21 días de trabajo efectivos.
Los países de tradición ortodoxa solamente lo adoptaron en el inicio del siglo XX. En Rusia, después de la Revolución de octubre de 1917, que según el calendario gregoriano ocurrió ya en noviembre, las repúblicas soviéticas adoptaron el calendario gregoriano en 1918. Rumania y Yugoslavia, que poseían creyentes musulmanes y católicos, en 1919, Grecia en 1923 y Turquía en 1926.

## Días de diferencia
A continuación se indican las omisiones de días que debían efectuar los países al adoptar el cambio de calendario (necesarias para organizar el nuevo esquema):
- Hasta marzo de 1700: 10 días omitidos (como en 1582; porque 1600 fue año bisiesto)
- De marzo de 1700 a febrero de 1800: 11 días omitidos (no existió el día 29 de febrero de 1700)
- De marzo de 1800 a febrero de 1900: 12 días omitidos (no existió el día 29 de febrero de 1800)
- De marzo de 1900 a febrero de 2000: 13 días omitidos (no existió el día 29 de febrero de 1900; 2000 fue sin embargo bisiesto)

Los cambios del calendario modificaron solo las fechas y no los días de la semana, por ejemplo el jueves 4 de octubre de 1582 fue seguido por el viernes 15 de octubre.

## Fecha del cambio del calendario gregoriano por países
Albania
En diciembre de 1912
Sacro Imperio Romano Germánico la parte de la actual Alemania
Según los estados en diferentes fechas:
- Estados católicos entre 1583 y 1585
- Prusia: el 22 de agosto de 1610 es seguido del 2 de septiembre de 1610
- Estados protestantes: el 18 de febrero de 1700 es seguido del 1 de marzo de 1700 (con variantes locales)

Austria
Diferentes regiones en diferentes fechas:
- Bresanona (Brixen), Salzburgo y Tirol: el 5 de octubre de 1583 es seguido del 16 de octubre de 1583
- Carintia y Estiria: el 14 de diciembre de 1583 es seguido del 25 de diciembre de 1583

ver también Checoslovaquia y Hungría
Bélgica (formaba parte de los Países Bajos)
El 21 de diciembre de 1582 es seguido del 1 de enero de 1583
Bulgaria
El 31 de marzo de 1916 es seguido del 14 de abril de 1916
Canadá
Diferentes zonas cambiaron en diferentes fechas:
- Terranova y Bahía de Hudson: el 2 de septiembre de 1752 es seguido del 14 de septiembre de 1752
- Nueva Escocia: gregoriano de 1605 al 13 de octubre de 1710, juliano del 2 de octubre de 1710 al 2 de septiembre de 1752 y gregoriano desde el 14 de septiembre de 1752
- Resto de Canadá: gregoriano desde el primer acuerdo europeo.

Checoslovaquia (con Bohemia y Moravia)
El 6 de enero de 1584 es seguido del 17 de enero de 1584
China
En 1912 y en 1929, según decisiones gubernamentales
Dinamarca (incluyendo a Noruega)
El 18 de febrero de 1700 es seguido del 1 de marzo de 1700
Egipto
En 1875
España Imperio español
El 4 de octubre de 1582 es seguido por el 15 de octubre de 1582
Estonia
En 1918
Estados Unidos de América
Diferentes zonas cambiaron en diferentes momentos:
- Costa Este, Trece Colonias: con Reino de Gran Bretaña en 1752.
- Valle del Mississipi: con Francia en 1582.
- Texas, Florida, California, Nevada, Arizona, Nuevo México: con España en 1582.
- Washington, Oregón: con Reino de Gran Bretaña en 1752.
- Alaska: en octubre de 1867 cuando se integró a los Estados Unidos.

Finlandia
Ver Suecia (formaba parte de Suecia)
Finlandia formó parte de Rusia, que utilizaba aún el calendario juliano. El calendario gregoriano era oficial en Finlandia a pesar de usarse también el calendario juliano.
Francia
El 9 de diciembre de 1582 es seguido del 20 de diciembre de 1582
- Alsacia: el 5 de febrero de 1682 es seguido del 16 de febrero de 1682
- Lorena: el 16 de febrero de 1760 es seguido del 28 de febrero de 1760
- Estrasburgo: en febrero de 1682

Reino de Gran Bretaña y colonias
- Inglaterra, País de Gales, colonias: el 2 de septiembre de 1752 es seguido del 14 de septiembre de 1752. El inicio del año fue fijado en el 1 de enero y no como era, en el fin de marzo.
- Escocia: en Escocia hubo mucha confusión. Varias autoridades no quisieron cambiar a la vez que el resto de Gran Bretaña.

Grecia
El 15 de febrero de 1923 es seguido del 1 de marzo de 1923
Hungría
El 21 de octubre de 1587 es seguido del 1 de noviembre de 1587
Irlanda era colonia británica.
Ver Reino de Gran Bretaña
Italia ([los estados que forman la actual Italia)
El 4 de octubre de 1582 es seguido del 15 de octubre de 1582
Japón
El calendario gregoriano fue introducido como adición del calendario tradicional el 1 de enero de 1873
Yugoslavia
En 1919
Letonia
Durante la ocupación alemana de 1915 a 1918
Lituania
En 1915
Luxemburgo
El 14 de diciembre de 1582 es seguido del 25 de diciembre de 1582
Noruega
ver Dinamarca.
Países Bajos (incluyendo a Bélgica)
- Holanda, Zelanda, Brabante, Limburgo y provincias del sur (hoy en Bélgica): el 21 de diciembre de 1582 es seguido del 1 de enero de 1583
- Groninga: el 28 de febrero de 1583 es seguido del 11 de marzo de 1583. Retoma el calendario juliano en el verano de 1584 y, después, el día 31 de diciembre de 1700 fue seguido del 12 de enero de 1701
- Guéldria: el 30 de junio de 1700 es seguido del 12 de julio de 1700
- Utrecht y Overijssel: el 30 de noviembre de 1700 es seguido del 12 de diciembre de 1700
- Frisia y Drenthe: el 31 de diciembre de 1700 es seguido del 12 de enero de 1701

Polonia
El 4 de octubre de 1582 es seguido del 15 de octubre de 1582
Portugal y el Imperio Portugués (incluyendo a Brasil)
El 4 de octubre de 1582 es seguido del 15 de octubre de 1582
Rumanía
El 31 de marzo de 1919 es seguido del 14 de abril 1919 (La parte Ortodoxa cambió posteriormente)
Rusia
El calendario gregoriano se introdujo el 31 de enero de 1918, por lo que el día siguiente fue el 14 de febrero de 1918. Esto explica que la Revolución de Octubre se denominará así por desencadenarse el 25 de octubre de 1917, pero del calendario juliano. Conforme al Calendario Gregoriano ese día fue el 7 de noviembre de 1917, día en que actualmente se celebra. En la parte Este del país el cambio solo fue hecho en 1920.
Suecia (incluyendo Finlandia)
El 17 de febrero de 1753 es seguido del 1 de marzo de 1753 (Suecia utilizó su propia variante del calendario juliano (que incluso tenía el día 30 de febrero, entre el 1 de marzo de 1700 y el 29 de febrero de 1712).
Suiza
Según las regiones:
- Cantones Católicos: en 1583, 1584 o 1597
- Cantones Protestantes: el 31 de diciembre de 1700 es seguido del 12 de enero de 1701 (numerosas variaciones locales)

Turquía
Cambió del calendario musulmán al calendario gregoriano el 1 de enero de 1927

### Iglesia ortodoxa
Las Iglesias ortodoxas de Oriente continuaron usando el calendario juliano hasta 1923, cuando muchas adoptaron su propio calendario juliano revisado en lugar del gregoriano. Muchas utilizan aún el calendario juliano para determinar la fecha de la Pascua.